# ГАЕС Глемс
ГАЕС Глемс — гідроакумулювальна електростанція в Німеччині на південному заході країни, у федеральній землі Баден-Вюртемберг. Розташована південніше Штутгарта в басейні річки Ермс (притока Неккару).
Будівництво станції розпочали у 1962 році та завершили у 1964-му. Нижній резервуар із об'ємом 1,2 млн м3 створений греблею висотою 26 метрів у невеликій долині, якою протікають струмки Тіффенбах та Глемсбах. Верхній резервуар — штучна водойма з об'ємом 0,9 млн м3 та максимальною глибиною 19,5 метра. Вона облицьована асфальтобетоном, на відміну від нижньої водойми, де ізолювальну роль відіграють природні пласти глини.
Основне обладнання ГАЕС становлять дві турбіни типу Френсіс загальною потужністю 90 МВт та два насоси з аналогічним показником 68 МВт. Останнім необхідно 11 годин для повного заповнення верхнього резервуару, чого вистачає для 6,5 години роботи в турбінному режимі. Ефективність гідроакумулювального циклу становить 74 %.